# 1 Crónicas 12
1 Crónicas 12 es el decimosegundo capítulo de los Libros de Crónicas en la Biblia hebrea o el Primer Libro de Crónicas en el Antiguo Testamento de la Biblia cristiana  El libro está compilado a partir de fuentes más antiguas por una persona o grupo desconocido, designado por los eruditos modernos como «el Cronista», y su forma final se estableció a finales del siglo V o IV a. C. Este capítulo contiene la lista de personas que se unieron a David: antes de su coronación (versículos 1-22) y después de que fuera nombrado rey en Hebrón (versículos 23-40). Todo el capítulo pertenece a la sección que se centra en el reinado de David (1 Crónicas 9:35 a 29:30).

## Texto
Este capítulo fue escrito originalmente en el idioma hebreo y está dividido en 40 versículos.

### Testigos textuales
Algunos manuscritos antiguos que contienen el texto de este capítulo en hebreo bíblico son de la tradición del Texto masorético, que incluye el Códice de Alepo (siglo X) y el Códice Leningradensis (1008).
También existe una traducción al griego koiné conocida como la Septuaginta, realizada en los últimos siglos a. C. Entre los manuscritos antiguos existentes de la versión de la Septuaginta se encuentran el Códice Vaticano (B; {\displaystyle \ ara{G}}B; siglo IV), Codex Sinaiticus (S; BHK: {\displaystyle \ ara{G}}S; siglo IV), Codex Alexandrinus (A; {\displaystyle \ ara{G}}A; siglo V) y Codex Marchalianus (Q; {\displaystyle \ ara{G}}Q; siglo VI).

## Estructura
Los libros de 1 Crónicas 11 y 12 combinan una «variedad de listas cronológica y geográficamente dispares» para establecer la unidad de «todo Israel» (norte y sur), con su reconocimiento unánime de la realeza de David. El marco exterior consiste en la unción de David en Hebrón (1 Crónicas 11:1-3; 12:38-40) para encerrar las listas de los guerreros que asistieron a las festividades (11:10-47; 12:23-38). El marco interno comprende las listas de las fuerzas de David mientras estaba en Siclag (12:1-7; 12:19-22) para incluir a los guerreros que se unieron a él en «la fortaleza» (12:8-18).

## Los hombres poderosos se unen a David (12:1–22)
El primer conjunto de listas del capítulo contiene a los guerreros que se unieron a David antes de que se convirtiera en rey. Se divide en cuatro secciones: los benjaminitas que acudieron a David en Ziklag (versículos 1–8); los gaditas que acudieron a
la fortaleza de la montaña de David (versículos 9-16), así como el pueblo de Benjamín y Judá (versículos 17-19); el pueblo de Manasés vino a David en Siclag (versículos 20-22). Aunque solo se mencionan cuatro tribus, la estructura apunta claramente a la conclusión del versículo 22, que David obtuvo mucho apoyo. El relato de los manasitas resume algunos incidentes de 1 Samuel 28-30.

### Versículos 1-2
1Estos son los que vinieron a David a Siclag, estando él aún encerrado por causa de Saúl hijo de Cis, y eran de los valientes ayudantes de la guerra. 2 Estaban armados con arcos y podían usar tanto la mano derecha como la izquierda para lanzar piedras y disparar flechas con el arco, incluso los hermanos de Saúl de Benjamín.
Este pasaje sugiere que algunas personas de Benjamín desertaron a David mientras Saúl aún reinaba (cf. 2 Samuel 2:12–32).
- «Ziklag»: situado en el territorio de Judá asignado a la tribu de Simeón (Josué 19:5; 1 Crónicas 4:30).[11] Durante el reinado de Saúl, los filisteos aparentemente se apoderaron de ella, por lo que su rey, Ajish de Gat, pudo dársela a David, quien estableció su cuartel general en ese lugar durante dieciséis meses hasta la muerte de Saúl (1 Samuel 27:6– 7; 1 Samuel 30).[12][11]

### Versículos 3 y 4
3 El jefe era Ahiezer, luego Joás, los hijos de Semaa el gabaatita; y Jeziel y Pelet, los hijos de Azmavet, y Beraca y Jehú el anatotita,
4 e Ismaías el gabaonita, un hombre poderoso entre los treinta, y sobre los treinta. Luego Jeremías, Jahaziel, Johanán, Jozabad el gederatita,

## Versículo 18
Entonces el Espíritu se apoderó de Amasai, jefe de los treinta, y dijo:
«Somos tuyos, oh David,»
¡y contigo, oh hijo de Isaí!»
¡Paz, paz a ti,
¡y paz a tus ayudantes!»
Porque tu Dios te ayuda.»
Entonces David los recibió y los nombró oficiales de sus tropas.
Las palabras proféticas de Amasai, con la palabra «paz» (שָׁל֜וֹם, shā-lōm. mencionado tres veces, habla de la cercanía de David con sus partidarios al comienzo de su ascenso al poder. Esta relación se disolvería cuando el reino se dividiera en la época del reinado de Roboam (2 Crónicas 10:16).
- «Los treinta»: se traduce de la palabra hebrea original השלושים, que en la tradición masorética se escribe (ketiv) con puntuación como הַשָּׁלִישִׁים֒, ha-shə-lō-shîm (que significa «treinta»), pero se lee leer (qere) como הַשָּׁלִישִׁים֒, ha-shā-lî-shîm (que significa «capitanes» u «oficiales»).[15] Nadav Naʾaman muestra que la lectura como «shālîsh» («oficial») es la interpretación correcta y aclara los problemas de interpretación de 2 Samuel 23:8–39, 1 Crónicas 11:10–41 y pasajes relacionados, [16] siguiendo la interpretación de B. A. Mastin de que los «“”shālîshîm“”» son «oficiales de alto rango oficiales de alto rango que eran llamados «de tercer rango» simplemente porque venían después del rey y sus oficiales superiores».[17]

## Versículo 19
Y algunos de Manasés se pasaron a David cuando iba con los filisteos a la batalla contra Saúl; pero no les ayudaron, porque los jefes de los filisteos lo despidieron por acuerdo, diciendo: «Puede pasarse a su señor Saúl y poner en peligro nuestras cabezas». 
La batalla entre Saúl y los filisteos se menciona en el capítulo 10 y el caso de David no involucrado en esa batalla se resume en 1 Samuel 29:1–30.

## El ejército de David en Hebrón (12:23-40)
La lista posterior está entre corchetes por breves relatos de la coronación de David en Hebrón (versículos 23, 38-40); estructurada como una especie de censo militar. David fue aceptado como rey por todo el pueblo con todo su corazón (versículo 38), seguido de grandes fiestas de alegría, únicas en las Crónicas (cf. p. ej. 1 Crónicas 29:22; 2 Crónicas 30:21-6). La celebración de tres días incluye muchos alimentos traídos por burros, mulas, camellos y bueyes de tres tribus del norte: Isacar, Zabulón y Neftalí, como pan, pasteles de higo, pasas de uva y vino. El estado de ánimo se describe con la palabra «alegría» (o «regocijo»; versículo 40), que aparece más adelante en la fiesta de la Pascua de Ezequías (2 Crónicas 30:23, 2 Crónicas 30:26) y en las fiestas de adoración posteriores al exilio (Nehemías 8:12, 1 7; Nehemiah 12:43).

### Versículo 23
Y estos son los números de las bandas que estaban listas y armadas para la guerra, y vinieron a David a Hebrón, para entregarle el reino de Saúl, según la palabra del Señor. 
El reino de Saúl pasó pacíficamente a David en Hebrón (cf. 1 Crónicas 10:14-11:3).